# Josip Bonacin
Josip Bonacin (* 10. Februar 1984) ist ein kroatischer ehemaliger Fußballspieler.

## Karriere
Josip Bonacin begann seine Karriere 2004 beim NK Solin. 2006 wechselte er zu Međimurje Čakovec. Nach einem Jahr wurde er vom HNK Šibenik verpflichtet. 2009 ging er nach Rumänien zu Unirea Alba Iulia. Im Jahr 2010 stand der Verteidiger beim kasachischen Erstligisten Schetissu Taldyqorghan unter Vertrag.